# Enken
Enken er en dansk novellefilm fra 1990, skrevet og instrueret af Nicolas Barbano.
Filmen er udformet dels som en horrorfilm og dels som en allegori over verdens cykliske natur, hvor liv og død hjemsøger vores eksistens i et evigt, gentagende mønster. Stilmæssigt gør filmen omfattende brug af håndholdt, subjektivt kamera, bl.a. som en intertekstuel reference til kameraturene i Sam Raimis The Evil Dead (1981).
Handlingen skildrer forholdet mellem en ung enke (spillet af Susanne Vejen Vig) og hendes afdøde mand (som vi aldrig ser), der genopstår fra graven og hjemsøger hende. Parret genforenes i ømme, natlige favntag og alt synes idyllisk -- men skæbnen har et endeligt ord at skulle have sagt.
I filmens cyklus-symbolik indgår bl.a. brug af cirkelformede genstande såsom vielsesringe og grammofonplader, samt Abba-sangen Hasta Mañana i arrangement af Søren Hyldgaard.